# Сабателли, Луиджи
Луиджи Сабателли (итал. Luigi Sabatelli; 21 февраля 1772, Флоренция — 29 января 1850, Милан) — итальянский художник: живописец, декоратор интерьера, гравёр и педагог.

## Биография
Луиджи Сабателли родился во Флоренции 21 февраля 1772 года. В юности он начал обучение во флорентийской Академии изящных искусств, учился живописи у Джулио Трабалези. В академии Сабателли усвоил неоклассические идеалы и академические каноны, но одновременно испытал влияние новых романтических тенденций, в частности творчества Жана Огюста Доминика Энгра.
Закончив обучение, Сабателли стал придворным художником Марии-Луизы Испанской, королевы Этрурии и герцогини Луккской. У него было десять детей, из них четверо стали известными художниками в жанрах пейзажной и портретной живописи: Франческо (1801—1829), Джузеппе (1813—1843), Луиджи Мария (1818—1899) и Гаэтано Сабателли. Их работы ценили аристократические семьи Милана, Вены и Флоренции.
В 1803 году, после реорганизации Академии Брера в Милане Сабателли был назначен профессором живописи, заменив Джулио Трабалези, и занимал этот пост до своей смерти, за исключением короткого отпуска между 1822 и 1825 годами.
Сабателли оставил фрагменты дневника и воспоминания, в которых рассказал о своей жизни и творчестве: "Биографические заметки о кавалере, профессоре Луиджи Сабателли, написанные им самим, собранные его сыном Гаэтано, живописцем (Cenni Biografici sul Cav. Prof. Luigi Sabatelli — scritti da lui medesimo, raccolti dal figlio Gaetano, Pittore).

## Творчество и преподавательская деятельность
В период работы при дворе испанской принцессы художник создал несколько известных произведений. Значительной работой маслом была большая картина, изображающая встречу Давида и Авигеи, которая ныне находится напротив «Юдифи» Бенвенути в капелле Мадонны Утешения (Madonna del Conforto) в соборе Ареццо. Репутацию опытного декоратора архитектуры Сабателли снискал фресками в «Зале Илиады» в Палаццо Питти во Флоренции (первый зал Картинной галереи), состоящих из восьми люнетов и большого тондо, иллюстрирующих сцены из поэм Гомера (1819—1825). Известны также его росписи в церкви Сан-Джироламо во Фьезоле.
Отдельным направлением творчества Сабателли стали рисунки и гравюры. Художник создал множество офортов на библейские сюжеты. Однако самой знаменитой работой художника стал офорт, посвящённый бедствиям его родной Флоренции во время эпидемии чумы: «Чума во Флоренции в 1348 году» (по «Декамерону» Бокаччо). Известность получила серия гравюр на тему «Апокалипсис» (1809—1810).

## Галерея
- Фрески люнетов в «Зале Илиады» Палаццо Питти во Флоренции. 1822–1825
- Фреска люнета в «Зале Илиады»: История, Книга XV. 1819–1825
- Фреска люнета в «Зале Илиады»: История, Книга XV
- Совет богов. Тондо в «Зале Илиады». Палаццо Питти во Флоренции. 1819–1825. Фреска
- Роспись купола Капеллы Святых тайн церкви Святого Филиппа Нери, Флоренция
- Радамист убивает Зенобию. 1803.
- Изгнание Илиодора из храма. Холст, масло. Музей истории искусств (Галерея Бельведер), Вена
- Видение пророка Даниила. 1809. Офорт
- Чума во Флоренции 1348 года. Сцена из «Декамерона» Бокаччо. Офорт
- «Семь светильников». Эскиз к офорту из серии «Апокалипсис» (Откровение 1: 10-16). Бумага, чёрный мел, перо, коричневые и чёрные чернила
- Видение четырёх всадников. Офорт из серии «Апокалипсис». 1809–1810